# Pampaneira
Pampaneira è un comune spagnolo di 295 abitanti situato nella comunità autonoma dell'Andalusia.